# ستيفانو ستورارو
ستيفانو ستورارو (بالإيطالية: Stefano Sturaro)‏، (مواليد 9 مارس 1993)، هو لاعب كرة قدم إيطالي يلعب كلاعب وسط في نادي جنوى الإيطالي.

## مسيرته الكروية

### جنوى
ستورارو بدأ مسيرته مع النادي المحلي سانريمزي قبل أن يتم اكتشافه والتوقيع معه من قبل نادي يلعب في الدرجة الأولى ألا وهو جنوى في عام 2008. بعد انضمامه للنادي المنتمي لإقليم ليغوريا، تم إرساله للعب في فئة الشباب والتي تسمى بيرمافيرا جنوى.
بعد 4 مواسم قضاها في بيرمافيرا جنوى تم استدعاء ستورارو لتمثيل الفريق الأول، وفي 23 يوليو 2012 تمت إعارته لنادي مودينا الذي يلعب في دوري الدرجة الثانية لمدة موسم. في 1 ديسمبر 2012 لعب أول مباراة رسمية له أمام نادي نوفارا، حيث شارك كبديل بالدقيقة 57 وانتهت بفوز 1-0. بعد انتهاء إعارته عاد لنادي جنوى بعد لعبه 8 مباريات خلال موسم 2012-13.
في 25 أغسطس 2013، ستورارو لعب أول مباراة له في السيريا آي أمام نادي إنتر ميلان، وشارك كبديل في الدقائق الأخيرة من المباراة التي انتهت بهزيمة 0-2. لعب خلال الموسم 16 مباراة وسجل أول هدف رسمي له بالدوري في 2 مارس 2014 أمام نادي كاتانيا وانتهت بفوز 2-0 لنادي جنوى.
في 15 ديسمبر 2016 ، جدد ستورارو عقده مع يوفنتوس حتى عام 2021.

### يوفنتوس
في 1 يوليو 2014، وقع ستورارو على عقد لمدة 5 سنوات مع نادي السيدة العجوز بقيمة 5.5 مليون € على دفعات مقسمة خلال ثلاث سنوات حسب ما جاء بالاتفاق. من ضمن بنود الصفقة أيضًا أن يبقى ستورارو في نادي جنوى خلال موسم 2014-15 على شكل إعارة. في 2 فبراير 2015، تمت إعادة ستورارو لينضم لقائمة نادي يوفنتوس.

### سبورتنغ العودة إلى جنوى
في 11 أغسطس 2018، وقع ستورارو على إعارة لمدة موسم واحد مع سبورتنغ لشبونة.
بعد عدم تمكنه من الظهور مرة واحدة لسبورتينغ خلال النصف الأول من موسم 2018-19 بسبب الإصابة في 24 يناير 2019، عاد ستورارو إلى جنوى على سبيل الإعارة للفترة المتبقية من الموسم.
ظهر لأول مرة مع جنوى في 17 مارس 2019 ، حيث خرج من مقاعد البدلاء في الدقيقة 70 وسجل الهدف الافتتاحي ضد فريقه السابق يوفنتوس بعد دقيقتين في المباراة التي انتهت بفوز 2-0 على أرضه.
في 23 يناير 2021، انضم إلى هيلاس فيرونا على سبيل الإعارة للفترة المتبقية من الموسم.

## وصلات خارجية
- ستيفانو ستورارو على موقع الاتحاد الأوربي (الإنجليزية)
- ستيفانو ستورارو على موقع قاعدة بيانات كرة القدم.إي يو (الإنجليزية)
- ستيفانو ستورارو على موقع ليكيب (الفرنسية)
- ستيفانو ستورارو على موقع Soccerway.com (الإنجليزية)
- ستيفانو ستورارو على موقع عالم كرة القدم.نت (الإنجليزية)
- ستيفانو ستورارو على موقع AS.com (الإسبانية)
- (بالإيطالية) إحصائيات ستورارو-موقع توتو كالتشياتوري الرسمي
- (بالإيطالية) إحصائيات ستورارو-المنتخب الإيطالي موقع الاتحاد الإيطالي الرسمي